# 布拉泽·斯里什科维奇
布拉泽·斯里什科维奇 (Blaž "Baka" Slišković，1959年5月30日，莫斯塔尔，波斯尼亚和黑塞哥维那，南斯拉夫) 是波黑克族足球运动员，持有歐洲足協專業教練執照。
斯里什科维奇外号「巴尔干马拉多纳」。2011年7月，施丹称斯里什科维奇是其少年时的偶像之一， 并认可他为马赛俱乐部「史上最强阵容」一员。

## 私生活
他与波黑塞族手球运动员，斯维拉纳·基迪奇结婚。

## 职业生涯
斯里什科维奇被认为是他那个时代最有技术天赋的足球运动员之一。
2011年，在哈伊杜克成立100周年时，他被选入"哈伊杜克史上最强阵容"。

## 国家队生涯
虽然大部分专家期望他有一个辉煌的国家队生涯，但是他仅仅代表南斯拉夫出场26次，并打进3球。1993年，斯里什科维奇以队长身份代表波斯尼亚和黑塞哥维那出战了两场友谊赛。

## 教练生涯
他于2002年至2006年间执教波斯尼亚和黑塞哥维那国家足球队。
2004年，他被阿瓦兹日报和麦克斯评为"波斯尼亚和黑塞哥维那最佳教练"和"波斯尼亚和黑塞哥维那年度人物"。
2004年10月，他取代伊万·卡塔里尼奇，并率领哈伊杜克赢得2004-2005赛季克罗地亚联赛冠军。
2010年3月，斯里什科维奇取代阿德里安·法鲁布任阿尔巴尤利亚联教练至赛季结束。
2011年4月，他担任什洛基·布里耶格主教练，并率队获得联赛第四名和欧联杯资格。之后他担任安萨尔主教练。
2012年1月19日，中超联赛青岛中能俱乐部宣布，他们与斯里什科维奇签约，取代之前改任大连阿尔滨主教练的张外龙。 但在3月13日，中超联赛仅仅进行一轮后，青岛中能宣布斯里斯科维奇的身份变更为“主教练兼技术总监”，而领队兼中方教练组组长杨为健成为“执行教练”，实际上球队已经由杨为健指挥。